# Psammisia lehmannii
Psammisia lehmannii är en ljungväxtart som beskrevs av Johann Moritz David Herold. Psammisia lehmannii ingår i släktet Psammisia och familjen ljungväxter. Inga underarter finns listade i Catalogue of Life.